# Karlo Ćulum

Karlo Ćulum (Silba, 6. lipnja 1885. – Zavojane, 25. svibnja 1943.), hrvatski franjevački svećenik, mučenik.
Rođen je na otoku Silbi kod Zadra 6. lipnja 1885. godine. Njegova je obitelj porijeklom iz Donjeg Muća. Nakon osnovne škole u Zadru, 1904. godine odlazi u franjevački samostan na otočiću Visovcu gdje se pripremao postati svećenik. Studirao je filozofiju i teologiju u Zaostrogu i Makarskoj. Po završetku studija, 18. prosinca 1910. godine, zaredio ga je za svećenika dr. Juraj Carić, koji je tada bio biskup Splitsko-makarske biskupije.
U Župi Porođenja Blažene Djevice Marije u Zavojanima preuzeo je dužnost župnika 1932. godine. Prije toga, služio je kao dušobrižnik u župi Plina blizu Ploča. Ranije je obnašao funkciju župnika u Drašnicama, mjestu u Makarskom primorju. Služio je kao kapelan u župi Vrlika, nakon što je proveo tri godine kao odgajatelj (prefekt) u sjemeništu u Sinju, gdje je postavljen nedugo nakon svog ređenja.
Za vrijeme Drugoga svjetskoga rata, vodio je župu Zavojane kraj Vrgorca. U okolnim područjima vodile su se borbe između ustaša (među njima i talijanski fašisti) i partizana. Mučen je i ubijen u Zavojanama 25. svibnja 1943. godine.
Do današnjeg dana postoji spor tko ga je ubio. Lokalni partizani smatraju da su ga ubile ustaše. Oni su mu podigli i spomen-ploču u srpnju 1961. godine, na kojoj piše da su ga ubile ustaše. Dugogodišnji prijašnji župnik Zavojana fra Marko Karlo Bitanga, smatra da su fra Karla Ćuluma ubili partizani. Spomen-ploča fra Karlu Ćulumu bila je više puta devastirana. 